# Карло Касап
Карло Касап (рум. Carlo Casap, нар. 29 грудня 1998, Тімішоара, Румунія) — румунський футболіст, атакувальний півзахисник клубу «Фарул».

## Ігрова кар'єра

### Клубна
Карло Касап народився у місті Тімішоара. І займатися футболом починав у школі місцевого клубу «Політехніка». пізніше він приєднався до Футбольної академії Георге Хаджі, яка співпрацювала з клубом Ліги I «Віїторул».
Саме у складі «Віїторула» Касап і дебютував на дорослому рівні. Свою першу гру в основі Карло провів у травні 2015 року. Граючи у «Віїторул» Касап став чемпіоном країни, а також вигравав національний Кубок та Суперкубок Румунії.
У 2021 році після реформації клуба «Віїторул», Касап став гравцем клубу з міста Констанца «Фарул». 2022 рік він провів, граючи в оренді у клубі Ліги II «Конкордія».
У сезоні 2023/24 виступав за «Ботошані», але основним гравцем не був, тому повернувся у «Фарул».

### Збірна
Карло Касап провів чотири гри у складі молодіжної збірної Румунії.

## Титули
Віїторул
 Чемпіон Румунії: 2016/17
 Переможець Кубка Румунії: 2018/19
 Переможець Суперкубка Румунії: 2019
Фарул
 Чемпіон Румунії: 2022/23